# Мафоса, Джо
Джозеф (Джо) Мафоса (родился 7 апреля 1994 года) — британский профессиональный боксёр, родившийся в Зимбабве.

## Ранний период жизни
Джозеф Мафоса родился 7 апреля 1994 года в Бейтбридже, Зимбабве, где он вырос со своими родителями и двумя братьями. Когда Мафосе было 9 лет, его отец, учитель математики и по совместительству бухгалтер, эмигрировал в Англию, пытаясь найти работу и обеспечить лучшую жизнь своей жене и трем сыновьям. В конце концов его отец поселился в Мидлсбро, и, накопив достаточно денег, Джо и два его брата полетели в Англию, чтобы присоединиться к отцу. Он учился в начальной школе Святого Пия X в Мидлсбро, где увлекся крикетом. Его интерес к боксу возник после просмотра боя Бернарда Хопкинса по телевизору. Он начал с занятий по боксу для общей физической подготовки, но это привело его к тому, что я перешел в команду Мидлсбро ABC, и оттуда «никогда не оглядывался назад».

## Любительская карьера
В любительской карьере, насчитывающей 75 боев с примерно 60 победами, Мафоса дошел до финала двух чемпионатов ABA. В 2012 году он потерпел поражение от Риса Беллотти в финале легчайшего веса и проиграл Санни Эдвардс в финале полулегкого веса 2015 года. Он также выступал за British Lionhearts на World Series of Boxing 2015 года, проиграв раздельным решением судей кубинцу Домадорес Джоанису Аргилагосу в Йорк Холле в Лондоне.

## Профессиональная карьера
Подписав контракт с Queensberry Promotions Фрэнка Уоррена, Мафоса дебютировал в профессиональном плане в 13 мая 2017 году, одержав победу решением судей по очкам (PTS) в четырех раундах над Гэри Ривом на First Direct Arena в Лидсе, Англия.
После четырех побед подряд он одержал свою первую досрочную победу 28 апреля 2018 года в развлекательном центре Темпл-Парк в Саут-Шилдс, остановив Стивена Магуайра техническим нокаутом (ТКО) в четвертом и последнем раунде.